# ان‌جی‌سی ۲۵۰۰
ان‌جی‌سی ۲۵۰۰ (انگلیسی: NGC 2500) نام یک کهکشان مارپیچی میله‌ای در صورت فلکی سیاه‌گوش است.